# Laußig
Laußig es un municipio situado en el distrito de Sajonia Septentrional, en el estado federado de Sajonia (Alemania), a una altitud de 94 metros. Su población a finales de 2016 era de unos 3700 habitantes y su densidad poblacional, 37 hab/km².